# اداره منطقه‌ای پلیس قضائی سازمان مرکزی پلیس پاریس

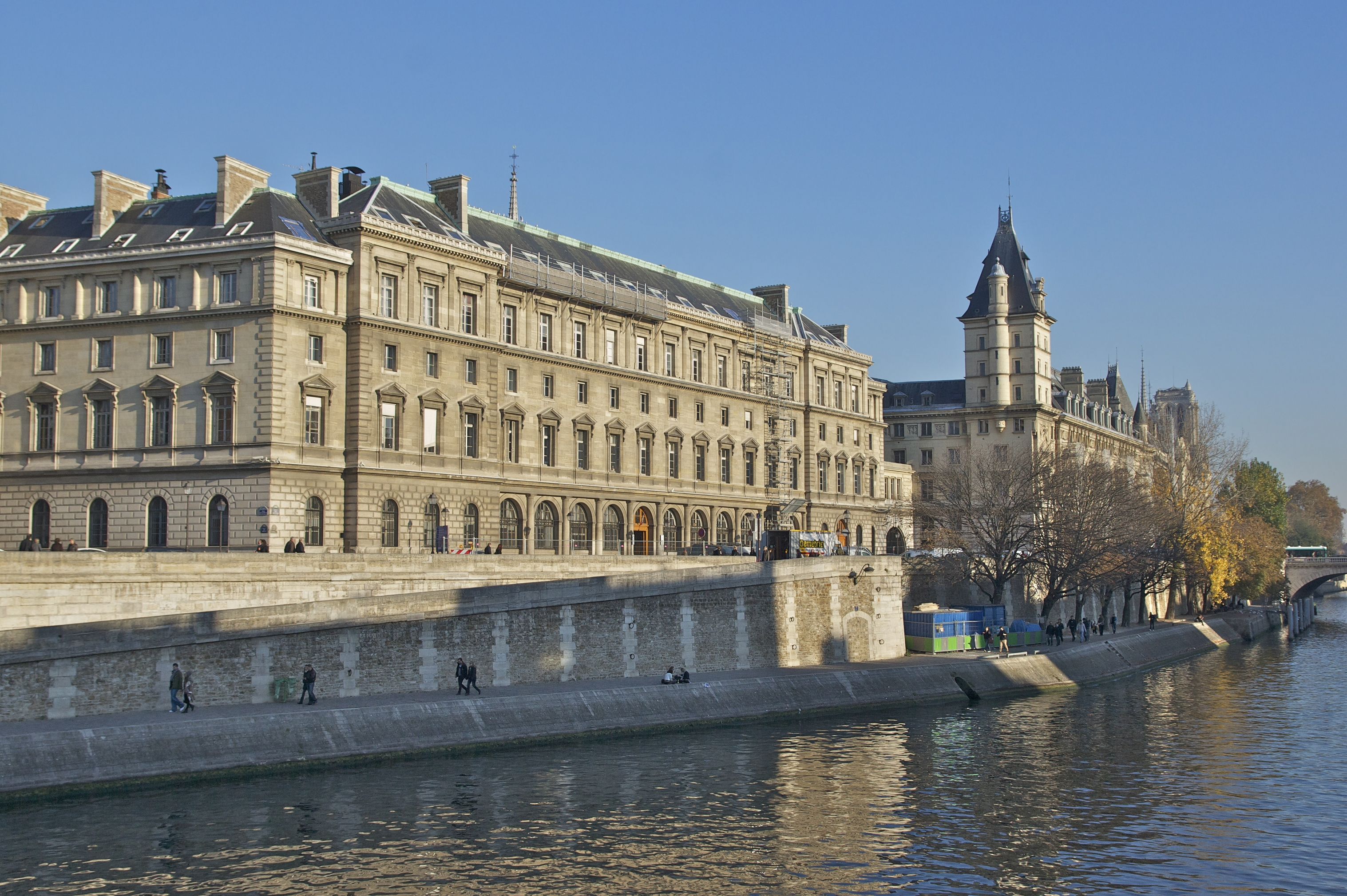
مقر اداره مرکزی پلیس قضایی پاریس

اداره منطقه‌ای پلیس قضائی سازمان مرکزی پلیس پاریس (فرانسوی: Direction régionale de la police judiciaire de la préfecture de police de Paris‎) یا به اختصار «DRPJ Paris» که بیشتر با نام آدرسش یعنی «۳۶ کِی دِ زُرفِوِر» (فرانسوی: 36 quai des Orfèvres‎) یا خیلی ساده «۳۶» (فرانسوی: trente-six‎) شناخته می‌شود، مقر بخش پاریسِ اداره مرکزی پلیس قضایی است. این بخش از پلِیسِ ملی دارای ۲٬۲۰۰ افسر است که به‌طور سالانه حدود ۱۵٬۰۰۰ جرم و تخلف را بررسی می‌کنند.
پُلِیسِ قضایی (که به اختصار PJ خوانده می‌شود) بخش تحقیقات جناییِ پلیس ملی فرانسه است.
آدرس «۳۶ کِی دِ زُرفِوِر» اغلب به اشتباه به عنوان آدرس اداره مرکزی پلیس قضایی، مرجع ملی پُلِیسِ جنایی شناخته می‌شود، در حالی که این اداره در واقع در آدرس ۱۱ خیابان دِ سوسِی، در ساختمان‌های وزارت کشور قرار دارد.
از سپتامبر ۲۰۱۷، DRPJ دفتر مرکزی جدید خود را در آدرس ۳۶ خیابان دِ باستِیون مستقر کرده است. این ساختمان جدید تمامی خدمات را متمرکز کرده است (در حالی که قبلاً این خدمات در مکان‌های مختلف قرار داشتند). تنها «گروه تحقیقات و مداخله» همچنان در «۳۶ کِی دِ زُرفِوِر» مستقر باقی مانده است.
پلیس قضائی (PJ) جانشین مستقیم «سِورِته» است، که در سال ۱۸۱۲ توسط اوژن-فرانسوا ویدوک به عنوان اداره تحقیقات جنایی پلیس پاریس تأسیس شد. سِورِته بعدها به عنوان منبع الهام برای اسکاتلندیارد، اف‌بی‌آی و دیگر دپارتمان‌های تحقیقات جنایی در سراسر جهان عمل کرد.